# Lettering
Als Lettering (von englisch letter ‚Buchstabe‘) wird die Beschriftung von Sprechblasen in Comics bezeichnet. Die das Lettering gestaltende Person nennt man Letterer, ihre Tätigkeit bezeichnet man mit dem Verb lettern, das im Buchwesen auch als Fachausdruck für das Aufstempeln von Buchstaben auf einen dann meist ledernen Bucheinband verwendet wird.
Der Letterer schreibt sowohl den Text wie auch zusätzliche lautmalerische Wörter, bspw. „PENG!“, in den Comic und sollte u. a. auch in der Lage sein, das Logo eines Comics zu entwerfen. Für sein Aufgabengebiet sollte der Letterer Kalligrafiekenntnisse  besitzen, und er muss Schriftart, -größe und -stil dem jeweiligen Comic anpassen können.
Eine erweiterte Aufgabe haben Letterer, die einen bereits erschienenen fremdsprachigen Comic (etwa Manga) zunächst sprachneutral zurückwandeln müssen, um ihn anschließend z. B. für die deutsche Ausgabe aufzubereiten. Hierbei kann es zu aufwändigen Retuschearbeiten und Eingriffen in die Ursprungsgrafiken kommen, um auch bildeinnehmend angelegte Onomatopoesien und Inflektive auszutauschen (z. B. engl. „EEEEK!“ gegen dt. „QUIETSCH!“). Es gilt dabei, die ursprünglich dargestellten Effekte (Farbverläufe, verdeckte Bildelemente, Schattenwürfe, Verzerrungen etc.) möglichst originalgetreu nachzustellen.
Während anspruchsvolle Comics immer noch mit der Hand gelettert werden, benutzen große Comicverlage aus Zeit- und Kostengründen größtenteils digitalisierte Comicschriften und DTP-Programme, um die Sprechblasen mit Text zu füllen.
Letterer ist in Deutschland kein Lehrberuf, sondern eine spezialisierte Tätigkeit, die bei manueller Ausführung von Grafikern bzw. Kalligraphen, im DTP von Mediengestaltern ausgeführt wird.
Sowohl der Comicpreis Eisner Award als auch der Harvey Award haben eine Preiskategorie für den besten Letterer.